# Štitastopodjezični mišić
Štitastopodjezični mišić (lat. musculus thyrohyoideus) je paran, plosnat mišić vrata. Mišić inervira ogranak vratne petlje (lat. ansa cervicalis).

## Polaziše i hvatište
Mišić je kratak. Polazi sa štitne hrskavice, prema dolje i hvata se na jezičnu kost.